# Gedankenrede
Gedankenrede ist ein Begriff aus der Rhetorik und Literaturwissenschaft. Damit wird dem Rezipienten ein Einblick in die Denkprozesse einer literarischen Figur ermöglicht.
Es wird zwischen indirekter Gedankenrede und erlebter Gedankenrede unterschieden.
Bei der indirekten Gedankenrede  werden die Gedanken einer Person in der 3. Person Präsens Konjunktiv (bei Ich-Erzählung: in der 1. Person), wiedergegeben. Beispiel: Er faßte sich; er dachte, daß es ihm doch möglich sei, jeden Augenblick zurückzukehren und durch die Entfernung gerade seinen Wünschen näher zu kommen.
Bei der erlebten Gedankenrede  wird die 3. Person Präteritum oder Plusquamperfekt Indikativ verwendet, um die Gedanken in Innensicht darzustellen. Beispiel: Im Augenblick, als Herr Fischer stehen bleiben wollte, fuhr es ihm durch den Kopf, daß es ja lächerlich war, umzukehren, mehr als lächerlich. Was ging ihn die Butterblume an?